# Kralendijk
Kralendijk – miasto, stolica wyspy Bonaire, w Holandii Karaibskiej. Położone na zachodnim wybrzeżu wyspy. Liczy 19 011 mieszkańców (1 stycznia 2020). W mieście rozwinięty jest przemysł spożywczy, ośrodek turystyczny.
Nazwa miasta jest zniekształceniem  holenderskiej nazwy Koralendijk (pol. rafa koralowa). Można to było zauważyć podczas prac budowlanych na bulwarze. Powstało w 1639 r. podczas budowy twierdzy Fort Oranje. Obecna nazwa obowiązuje od ok. 1840 r. Lokalna ludność nazywa miasto Playa (pl. plaża), identycznie jak jedna z jego dzielnic.
Centrum miasta składa się z bulwaru (Kaya Craane) oraz ulicy handlowej (Kaya Grandi). W północnej części twierdzy, zlokalizowany jest żółty dom gubernatora, gdzie również ma swoją siedzibę rada wyspy oraz urząd celny. W mieście jest port jachtowy, stadion Sentro di Bario Nort'i Salina oraz główna komenda Korpusu Policji Holandii Karaibskiej (KPCN) Korps Politie Caribisch Nederland.
Na południe od Kralendijk leży port lotniczy Bonaire International Airport. Ok. 800 m. od wybrzeża leży niezamieszkana wyspa Klein Bonaire, na która można dostać się taksówką wodną.

## Podział administracyjny
W skład miasta wchodzi 20 dzielnic (wijk). Liczba mieszkańców 1 stycznia 2020 r.
1. Amboina, 909
2. Belnem, 881
3. Entrejol Pabou, 1178
4. Entrejol Pariba, 2999
5. Guatemala, 13
6. Hato, 679
7. Lagun Hill, 162
8. Lima, 271
9. Mexico, 188
10. Nawati Noord, 523
11. Nawati Zuid, 324
12. Nikiboko, 3475
13. Noord Saliña, 1332
14. Playa, 199
15. Playa Pabou, 1554
16. Playa Pariba, 1134
17. Sabadeco, 338
18. Sabana, 569
19. Santa Barbara, 495
20. Tera Kora, 1788

## Osoby

### urodzone w Kralendijk
- Ferdinand Bernabela – trener piłkarski
- Yurick Seinpaal – piłkarz